# Prvenstvo Kraljevine Jugoslavije u vaterpolu 1936.
Vaterpolsko prvenstvo Kraljevine Jugoslavije za 1936. godinu je dvanaesti put zaredom osvojio Jug iz Dubrovnika.

## Završnica prvenstva
Završnica vaterpolskog prvenstva Kraljevine Jugoslavije je održana 18. i 19. srpnja 1936. u Mariboru u sklopu državnog prvenstva u plivanju i vaterpolu uz sudjelovanje pet momčadi.

## Konačni poredak
1. Jug Dubrovnik
2. Jadran Split
3. ZPK Zagreb
4. Jadran Herceg Novi
5. Ilirija Ljubljana

## Poveznice
- Jugoslavenska vaterpolska prvenstva